# Карасёв, Николай Трофимович
Николай Трофимович Карасёв (9 мая 1923, Старая Карань, Мариупольский округ — 29 сентября 1946) — сапёр 442-го отдельного сапёрного батальона 248-й стрелковой дивизии 3-й гвардейской армии 4-го Украинского фронта, ефрейтор.

## Биография
Родился 9 мая 1923 года в селе Гранитное Тельмановского района Донецкой области Украины в крестьянской семье. Окончил 7 классов в селе Старая Карань. Работал в колхозе.
После освобождения в сентябре 1943 года села советскими войсками призван в Красную Армию. Член ВКП с 1943 года. В боях Великой Отечественной войны с сентября 1943 года.
Сапёр 442-го отдельного сапёрного батальона красноармеец Николай Карасёв в составе группы инженерной разведки из сорока пяти человек в ночь на 22 декабря 1943 года в одном километре северо-восточнее хутора Шевченко Каменско-Днепровского района Запорожская области Украины обезвредил свыше трёх десятков вражеских мин. В ночном бою при отражении двух атак неприятеля красноармеец Карасёв из автомата уничтожил пять вражеских солдат.
Приказом по 248-й стрелковой дивизии от 31 декабря 1943 года за мужество и отвагу в бою красноармеец Карасёв Николай Трофимович награждён орденом Славы 3-й степени.
Уже 9 января следующего года родные получили поздравление от командования части о награждении Николая Карасева орденом Славы 3-й степени.
25-26 марта 1944 года в четырёх километрах восточнее областного центра Украины города Николаева сапёр 442-го отдельного сапёрного батальона красноармеец Николай Карасёв снял сто две противотанковых мины противника и обеспечил проход для 905-го стрелкового полка. В ночь на 26 марта в том же районе он вновь разминировал минное поле и тем самым содействовал общему наступлению подразделений полка. В этом же бою при заминировании участка неприятель перешёл в контратаку, некоторые сапёры начали отходить. Лишь рядовой Карасёв занял оборону и уничтожил пять солдат противника, чем обеспечил удержание рубежа.
Приказом по 5-й ударной армии от 19 мая 1944 года за мужество и отвагу в бою красноармеец Карасёв Николай Трофимович награждён орденом Славы 2-й степени.
В ночь на 14 июля 1944 года у села Дороцкое Дубоссарского района Молдавии сапёр 442-го отдельного сапёрного батальона ефрейтор Николай Карасев с группой саперов в количестве трех человек за ночь проделал под ружейно-пулеметным и артиллерийским вражеским огнём три прохода в противопехотных и один — в противотанковых минных полях. Снял при этом лично два десятка противопехотных и десять противотанковых мин, а также проделал четыре прохода в проволочном заграждении противника, чем дал возможность разведывательной группе 248-й стрелковой Одесской дивизии беспрепятственно проникнуть в окопы противника и захватить контрольных пленных.
В ночь на 15 июля 1944 года в том же районе ефрейтор Карасев снова участвовал с разведчиками в захвате пленных, проделывая для них проходы в проволочных заграждениях. Совместно с ними ворвался во вражескую траншею, убил из автомата четырёх солдат противника, остальных забросал гранатами. Первым захватил раненного гитлеровца и с другими солдатами доставил его в штаб. За этот подвиг командованием 4-го Украинского фронта был представлен к награждению орденом Славы 1-й степени.
Указом Президиума Верховного Совета СССР от 24 марта 1945 года за образцовое выполнение заданий командования в боях с немецко-вражескими захватчиками ефрейтор Карасёв Николай Трофимович награждён орденом Славы 1-й степени, став полным кавалером ордена Славы.
В 1946 году старшина Николай Карасёв приезжал в отпуск, уже будучи полным кавалером ордена Славы. Вскоре после отъезда, родные получили извещение о том, что Карасёв пропал без вести и лишь 8 февраля 1947 года пришло официальное извещение о смерти Карасёва, согласно которому он умер 29 сентября 1946 года и похоронен на Советском воинском кладбище в городе Магдебурге.
Обстоятельства его смерти туманны, по некоторым данным он в составе своего подразделения участвовал в операциях против украинских националистов-оуновцев на Западной Украине, был ранен, отправлен в госпиталь и там умер от ран.
Награждён орденами Отечественной войны 1-й степени, Славы 1-й, 2-й, 3-й степени, медалями.